# Estimació de màxima probabilitat a posteriori

Estimació Bayes d'una probabilitat binomial: mode A-posteriori, mediana i mitjana

En l'estadística bayesiana, una estimació de màxima probabilitat a posteriori (amb acrònim anglès MAP) és una estimació d'una quantitat desconeguda, que és igual al mode de la distribució posterior. El MAP es pot utilitzar per obtenir una estimació puntual d'una quantitat no observada sobre la base de dades empíriques. Està estretament relacionat amb el mètode d'estimació de màxima versemblança (ML), però utilitza un objectiu d'optimització augmentat que incorpora una distribució prèvia (que quantifica la informació addicional disponible a través del coneixement previ d'un esdeveniment relacionat) sobre la quantitat que es vol estimar. Per tant, l'estimació MAP es pot veure com una regularització de l'estimació de màxima probabilitat.
Suposem que volem estimar un paràmetre de població no observat {\displaystyle \theta } sobre la base de les observacions {\displaystyle x}. Deixar {\displaystyle f} ser la distribució mostral de {\displaystyle x}, i que {\displaystyle f(x\mid \theta )} és la probabilitat de {\displaystyle x} quan el paràmetre de població subjacent és {\displaystyle \theta }. Llavors la funció:
{\displaystyle \theta \mapsto f(x\mid \theta )\!}
es coneix com a funció de versemblança i estimació:
{\displaystyle {\hat {\theta }}_{\mathrm {MLE} }(x)={\underset {\theta }{\operatorname {arg\,max} }}\ f(x\mid \theta )\!}
és l'estimació de la màxima probabilitat {\displaystyle \theta }.
Ara suposem que una distribució prèvia {\displaystyle g} acabat {\displaystyle \theta } existeix. Això ens permet tractar {\displaystyle \theta } com a variable aleatòria com en l'estadística bayesiana. Podem calcular la distribució posterior de {\displaystyle \theta } utilitzant el teorema de Bayes:
{\displaystyle {\begin{aligned}{\hat {\theta }}_{\mathrm {MAP} }(x)&={\underset {\theta }{\operatorname {arg\,max} }}\ f(\theta \mid x)\\&={\underset {\theta }{\operatorname {arg\,max} }}\ {\frac {f(x\mid \theta )\,g(\theta )}{\displaystyle \int _{\Theta }f(x\mid \vartheta )\,g(\vartheta )\,d\vartheta }}\\&={\underset {\theta }{\operatorname {arg\,max} }}\ f(x\mid \theta )\,g(\theta ).\end{aligned}}\!}
Exemple:
Sigui X una variable aleatòria contínua amb funció de densitat:
{\displaystyle f_{X}(x)={\begin{cases}2x,&{\text{if }}x{\text{ entre 0 i 1}}\\0,&{\text{if }}x{\text{ la resta}}\end{cases}}} també se suposa que {\displaystyle Y/X=x} , llavors cal trobar la MAP estimada de X sabent que Y=3
Solució:
se sap Y/X = x, per tant:
{\displaystyle P_{Y/X}(y/x)=x(1-x)^{y-1}} substituint Y=3: {\displaystyle P_{Y/X}(3/x)=x(1-x)^{2}}llavors cal maximitzar la funció: {\displaystyle P_{Y/X}f_{X}(x)=x(1-x)^{2}*2x=2x^{2}(1-x)^{2}}
derivant l'expressió anterior i igualant a zero resulta : {\displaystyle X_{MAP}={\frac {1}{2}}}